# 菊原光治
菊原 光治（きくはら こうじ、本名：奥寺 光治、昭和22年（1947年） - ）は地歌箏曲演奏家、野川流三弦古生田流菊原家5代目。
岩手県久慈市出身。高校在学中に学んだ琴に魅せられ、卒業後大阪の菊原初子（人間国宝・国の重要無形文化財保持者）の内弟子となる。
入門6年後、野川流三味線組歌と古生田流箏曲の巻物を伝授された。地歌箏曲一筋に修行に励み、1992年（平成4年）11月菊原家の5代目継承者となった。現在は大阪府天王寺区在住。

## 経歴
- 昭和22年（1947年）岩手県久慈町（現在の久慈市）で出生。
- 昭和40年（1965年）八戸市の蒔田功美より箏の手ほどきを受ける。
- 昭和41年（1966年）大阪の菊原初子の内弟子となる。
- 昭和45年（1970年）名取りとなり「菊寺」の称号を受ける。
- 昭和46年(1971年）大阪文化祭奨励賞受賞、野川流三味線組歌・古生田流箏曲の全曲の巻物を伝授された。
- 平成2年（1992年）菊原家五代目継承。
- 平成25年（2013年）菊原初子十三回忌追福 菊原光治芸歴五十周年 箏曲地歌演奏会主催。特別出演 人間国宝 富山清琴 山本邦山 米川文子。